# En toutes lettres (maison d'édition)
 (novembre 2022).
Si vous disposez d'ouvrages ou d'articles de référence ou si vous connaissez des sites web de qualité traitant du thème abordé ici, merci de compléter l'article en donnant les références utiles à sa vérifiabilité et en les liant à la section « Notes et références ».
 (mars 2022).
Il peut être nécessaire de l'améliorer pour respecter le principe de neutralité de point de vue. Veuillez consulter la page de discussion pour plus de détails.

Cet article concerne la maison d'édition. Pour l'émission de télévision, voir En toutes lettres.
En toutes lettres est une maison d'édition marocaine indépendante basée à Casablanca au Maroc.

## Présentation
Le premier ouvrage, édité en 2014, est Le métier d'intellectuel, dialogues avec quinze penseurs du Maroc de la politologue Fadma Aït Mous et de l’écrivain Driss Ksikes, qui initie la collection Les Presses de l'Université Citoyenne. Le métier d'intellectuel a reçu le Prix Grand Atlas 2015 et le Prix Grand Atlas des étudiants 2015[réf. nécessaire].
En 2015, Dos de femme, Dos de mulet : les oubliées du Maroc profond de Hicham Houdaïfa initie la collection « Enquêtes ». Le livre est finaliste du Prix Grand Atlas 2015.
En toutes lettres a aussi remporté, en 2017, le Prix Grand Atlas 2017 pour Islam et femmes, les questions qui fâchent de l’essayiste Asma Lamrabet, et le prix spécial du jury du prix Grand Atlas 2017 pour Extrémisme religieux : plongée dans les milieux radicaux au Maroc de Hicham Houdaïfa.
Depuis 2018, En toutes lettres forme également des jeunes journalistes et acteurs de la société civile via son programme de formation Openchabab, qui a reçu le Prix Éducation aux médias et à l’information 2019 aux Assises du journalisme international à Tours.

## Parutions
- Le métier d'intellectuel. Dialogues avec quinze penseurs du Maroc, Fadma Aït Mous et Driss Ksikes, 2014.
- Dos de femme, Dos de mulet : les oubliées du Maroc profond, Hicham Houdaïfa, 2015.
- Le tissu de nos singularités. Vivre ensemble au Maroc, collectif dirigé par Fadma Aït Mous et Driss Ksikes, 2016.
- Extrémisme religieux. Plongée dans les milieux radicaux du Maroc, Hicham Houdaïfa et Mohamed Sammouni pour la version arabe, 2017.
- Le livre à l'épreuve, les failles de la chaîne au Maroc, Kenza Sefrioui, 2017.
- Islam et femmes, les questions qui fâchent, Asma Lamrabet, 2017.
- La nationalité marocaine, Hind Tak-Tak, 2017.
- Maroc, la guerre des langues ?, collectif dirigé par Kenza Sefrioui, 2018
- ما يستطيعه التاريخ ( Ce que peut l'histoire), Patrick Boucheron, trad. Jalal El Hakmaoui, 2018.
- Dames de fraises, doigts de fée. Les invisibles de la migration saisonnière marocaine en Espagne, Chadia Arab, 2018.
- Les champions nationaux. L'équation du développement au Maroc, Selma Mhaoud, 2018.
- كونية الإسلام  - Islam, la part de l'universel, Abdelwahab Meddeb, trad. Mohamed Zernine, 2019
- Migrants au Maroc : l'impasse ? collectif dirigé par Hicham Houdaïfa, 2019